# Ivan Sulima
Ivan Michajlovič Sulima († 12. prosince 1635 Varšava) byl záporožský ataman a hejtman záporožské armády, podle jedněch zdrojů pocházel z pravoslavné rodiny v Černigovské oblasti a podle jiných zdrojů patřil k ljubecké šlechtě.
Byl hejtmanem záporožských kozáků v letech 1628 až 1635. Jeho nejslavnějším činem je zničení pevnosti Kodak, kterou střežila zkušená posádka německých žoldnéřů. Kodacká tvrz představovala polskou bránu do Záporoží.

## Život

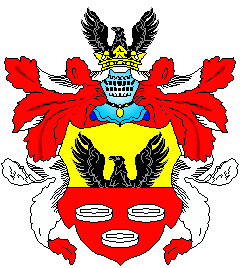
Erb I. M. Sulima.

### Původ
Narodil se v Rogošči, nedaleko Černigova.
Ivan sloužil jako úředník na panstvích korunního hejtmana Žolkevského, později u rodiny Danilovičů (kam se provdala Sofie – dcera Žolkovského). Za věrnou službu daroval Žolkevský Sulimovi velký pozemek, na kterém později založil tři vesnice: Sulimovku, Lebedín a Kučakov.
Sulimův rod je zanesen v rodové knize Poltavské gubernie.

### Boje s Turky a Tatary
Ivan Sulima se zúčastnil po boku Pjotra Konaszewicze-Sahajdaczného mnoha tažení proti Tatarům a Turkům. Byl při dobytí Kaffy – hlavního centra obchodu s otroky na pobřeží Černého Moře. Ivan Sulima bojoval u Trapezuntu, Izmajilu a dvakrát táhl na Cařihrad.
Při jedné z námořních cest kolem roku 1605, padl Ivan Sulima do zajetí a strávil 15 let jako otrok-veslař. Ivan Sulima se po celou dobu nevzdával naděje na svobodu. Při boji s benátskou galérou přesvědčil křesťanské veslaře, aby mu pomohli přemoci tureckou posádku. S tureckou galérou přistál u italských břehů a za svůj čin získal zlatou medaili od papeže Pavla V.
Roku 1621 se účastnil bitvy u Chotína, kde polsko-kozácká armáda porazila 300 tisícovou tureckou armádu.
Ivan Sulima byl ve 20.–30. letech 17. století jedním z nejúspěšnějších kozáckých vůdců, který podnikal námořní tažení.

### Dobytí pevnosti Kodak
Roku 1634 vedl Sulima kozácký útok na turecké město Azov a již roku 1635 provedl útok na polskou pevnost Kodak, který ho stál život. Poláci postavili tvrz Kodak při Dněpru, aby přerušili spojení mezi Záporožskou Síčí a zbytkem Záporoží. Kodak představoval pro kozáky strategickou hrozbu.
800 kozáků pod Sulimovým vedením se v noci přiblížilo k pevnosti, když většina posádky spala. Zvědové přemohli polské hlídky, příkopy přeložili svazky dřeva, zničili palisády a vtrhli do pevnosti. Celá kodacká posádka byla zabita a velitel pevnosti, francouzský plukovník Jean de Marion byl mučen a popraven. Dobytí pevnosti představovalo počátek Sulimova kozáckého povstání.

### Zrada kozáků a zajetí
Zničení Kodaku vyvolalo mezi polskými úřady neuvěřitelný hněv. Polský král, který zrovna bojoval v Pobaltí se Švédskem, urychleně podepsal se Švédy mírovou smlouvu a vrátil se do Polska.
Poláci přemohli Ivana Sulima lstí. Přesvědčili kozáky, kteří byli věrní polskému králi, aby se naoko přidali k Sulimovi a pak začali přesvědčovat Sulimovi kozáky, že porážka povstání se blíží a že nejlepší bude Sulimu zradit a vydat ho Polákům.
Poláci slíbili Sulimovi, že pokud se dobrovolně vzdá, ušetří jeho život. Sulima tomu uvěřil a vzdal se.

### Poprava ve Varšavě
Ivan Sulima a další vůdci kozáckého povstání byli posláni do Varšavy k soudu. Polský král se přikláněl k tomu omilostnit Sulimu s přihlédnutím k ocenění od papeže Pavla V. Ivan Sulima se snažil také vyhnout trestu, konvertoval ke katolictví, sliboval věrnost Polsku. Ale ani to nepomohlo. Polsko se rozhodlo uspořádat demonstrativní popravu.
Sulima ve svém posledním přání požádal, aby mu do rakve dali zlatou medaili od papeže. Ale přání mu nebylo splněno, nedostal ani rakev. Byla mu useknuta hlava, jeho tělo bylo rozčtvrceno a části těla rozvěšeny na varšavských hradbách.

## Památky
- Ulice Ivana Sulimy existují ve městech Borispol, Dnipro, Kramatorsk, Krivoj Rog, Lvov, Nikopol a Perejeslav.
- V ukrajinském obci Sulymivka byl dne 23. října 2020 odhalen pomním Ivanu Sulimovi